# Harold Geneen
Harold Geneen, né le 22 janvier 1910 à Bornemouth en Angleterre et décédé le 21 novembre 1997 aux États-Unis, était un homme d'affaires américain qui s'est particulièrement illustré en dirigeant le groupe International Telephone and Telegraph de 1959 à 1977.